# De Jammergeest
De Jammergeest (Engels:The Howling Ghost) is het tweede deel uit de jeugdboekenserie Spookermonde van de Amerikaanse auteur Christopher Pike. Het verscheen in 1995 in de Verenigde Staten en werd in 1996 vertaald in het Nederlands.

## Verhaal
Als Cindy en haar broer Neil op het strand aan het spelen zijn, verschijnt er ineens een geest die Neil meeneemt. Wanneer ze vertelt wat er gebeurd is, gelooft men haar niet en neemt iedereen aan dat de jongen verdronken is. Als Sally in de krant leest wat er gebeurd is, belooft ze Cindy dat ze haar broer zal terugvinden. Samen met haar vrienden Adam en Watch gaan ze op zoek naar Neil. De geest zal echter nog veel liever de anderen ook in geesten veranderen dan dat hij Neil terugbezorgd.

## Personages
- Cindy Makey
- Adam Freeman
- Watch
- Sara Wilcox